# Guayaquil Cup 2017
La Guayaquil Cup 2017 fue un fallido torneo amistoso de fútbol que iba a ser disputado por 3 equipos de los cuales 2 son ecuatorianos (Deportivo Cuenca y El Nacional) y un venezolano (Caracas F.C.). Los partidos serían disputados en Guayaquil, en el Estadio Alberto Spencer, Estadio Arena Banco del Pacífico y Estadio Monumental Banco Pichincha.
Dicho torneo debía disputarse ente el 20 y el 27 de enero de 2017, pero debido a la ausencia de diversos clubes que iban a participar se decidió su suspensión "sine die".

## Equipos participantes
| Continente | País      | Equipo           |
| ---------- | --------- | ---------------- |
| América    | Ecuador   | Deportivo Cuenca |
| América    | Ecuador   | El Nacional      |
| América    | Venezuela | Caracas F.C.     |

## Sedes
| Cuenca                                             | Quito                      |
| -------------------------------------------------- | -------------------------- |
| Estadio Banco del Austro Alejandro Serrano Aguilar | Estadio Olímpico Atahualpa |
| Ecuador                                            | Ecuador                    |
| Capacidad: 16.500                                  | Capacidad: 38.500          |
|                                                    |                            |

## Partidos
| 20 de enero de 2017 | Deportivo Cuenca | vs. | Caracas F.C. | Estadio Banco del Austro Alejandro Serrano Aguilar, Cuenca |  |
|                     |                  |     |              | Árbitro(s):                                                |  |

|  | El Nacional | vs. | Caracas F.C. | Estadio Olímpico Atahualpa, Quito |  |
|  |             |     |              | Árbitro(s):                       |  |